# Grande Prêmio Mundial de Snooker
O World Grand Prix é um torneio profissional de snooker. O torneio atualmente conta para o ranking mundial da categoria e faz parte do Snooker Main Tour. Sua edição inaugural realizou-se em 2015, no Venue Cymru em Llandudno, no País de Gales. O atual campeão do torneio (edição de 2021) é o inglês Ronnie O'Sullivan.

## História
O World Grand Prix teve a sua primeira edição em março de 2015, na ocasião, o torneio ainda não contava para o ranking da categoria. A cidade de Llandudno, País de Gales, foi a anfitriã da disputa, e viu o inglês Judd Trump vencer seu compatriota Ronnie O'Sullivan por 10–7 na grande final.
Em março de 2016, o World Grand Prix foi novamente realizado em Llandudno, mas agora como um evento pertencente ao ranking mundial de snooker.
Em 2017 e 2018, o torneio deixou o País de Gales e foi parar no Guild Hall na cidade de Preston, no condado de Lancashire, no noroeste da Inglaterra. Os ingleses Barry Hawkins e Ronnie O'Sullivan foram seus campeões, respectivamente.
Em 2019, o torneio sai do noroeste e vai para o sudoeste, mas precisamente para a cidade de Cheltenham, no condado inglês de Gloucestershire. Judd Trump obtém assim o seu bi-campeonato ao vencer na final o seu compatriota Ali Carter.

## Regulamento
Para poder participar, os jogadores devem estar nos 32 primeiros lugares do ranking à época do torneio, o que inclui apenas os pontos acumulados desde o primeiro torneio da temporada até o torneio precedente ao World Grand Prix, sem considerar os feitos em torneios que não pertencem ao ranking.

## Edições

### Título por ano
| Ano                                          | Campeão                                      | Vice-campeão                                 | Placar                                       | Local                                        | Temporada                                    |
| World Grand Prix (não contou para o ranking) | World Grand Prix (não contou para o ranking) | World Grand Prix (não contou para o ranking) | World Grand Prix (não contou para o ranking) | World Grand Prix (não contou para o ranking) | World Grand Prix (não contou para o ranking) |
| -------------------------------------------- | -------------------------------------------- | -------------------------------------------- | -------------------------------------------- | -------------------------------------------- | -------------------------------------------- |
| 2015                                         | Judd Trump                                   | Ronnie O'Sullivan                            | 10–7                                         | Llandudno                                    | 2014–15                                      |
| World Grand Prix (ranking)                   |                                              |                                              |                                              |                                              |                                              |
| 2016                                         | Shaun Murphy                                 | Stuart Bingham                               | 10–9                                         | Llandudno                                    | 2015–16                                      |
| 2017                                         | Barry Hawkins                                | Ryan Day                                     | 10–7                                         | Preston                                      | 2016–17                                      |
| 2018                                         | Ronnie O'Sullivan                            | Ding Junhui                                  | 10–3                                         | Preston                                      | 2017–18                                      |
| 2019                                         | Judd Trump                                   | Ali Carter                                   | 10–6                                         | Cheltenham                                   | 2018–19                                      |
| 2020 (1)                                     | Neil Robertson                               | Graeme Dott                                  | 10–8                                         | Cheltenham                                   | 2019–20                                      |
| 2020 (2)                                     | Judd Trump                                   | Jack Lisowski                                | 10–7                                         | Cheltenham                                   | 2020–21                                      |
| 2021                                         | Ronnie O'Sullivan                            | Neil Robertson                               | 10–8                                         | Coventry                                     | 2021–22                                      |

### Títulos por jogador
| Jogador           | Título(s) | Vice(s) | Ano(s) do(s) título(s) | Ano(s) do(s) vice(s) |
| ----------------- | --------- | ------- | ---------------------- | -------------------- |
| Judd Trump        | 3         | 0       | 2015, 2019, 2020 (2)   |                      |
| Ronnie O'Sullivan | 2         | 1       | 2018, 2021             | 2015                 |
| Neil Robertson    | 1         | 1       | 2020                   | 2021                 |
| Shaun Murphy      | 1         | 0       | 2016                   |                      |
| Barry Hawkins     | 1         | 0       | 2017                   |                      |
| Graeme Dott       | 0         | 1       |                        | 2020                 |
| Stuart Bingham    | 0         | 1       |                        | 2016                 |
| Ryan Day          | 0         | 1       |                        | 2017                 |
| Ding Junhui       | 0         | 1       |                        | 2018                 |
| Ali Carter        | 0         | 1       |                        | 2019                 |